# Tomentgaurotes plumbea
Tomentgaurotes plumbea là một loài bọ cánh cứng trong họ Cerambycidae.